# 九龍貿易中心
九龍貿易中心（英語：Kowloon Commerce Centre，簡稱KCC）是香港甲級商廈項目，位於新界葵涌葵昌路51號，樓高35層，第1座於2008年7月落成。發展商為新鴻基地產，並由旗下的啟勝管理服務作物業管理。第2座於2012年11月落成，並引入更多零售及飲食商舖，香港都會大學李嘉誠專業進修學院葵興教學中心也位於此。

## 簡介
項目原址為九龍巴士葵涌車廠，主要為巴士裝配、大修及文職後勤工作任務，而九巴總部亦曾設於此廠。自屯門維修中心啟用後，葵涌車廠的重要性大減，另九巴各部門亦於1990年起，遷入荔枝角九巴總部大樓。
至1993年12月，九巴將此廠連同九巴觀塘車廠A廠，一併售予母公司新鴻基地產，但此項目要到較後期才開始重建。因連接九龍貿易中心和港鐵葵興站的室內行人天橋已於2011年六月底啟用 ，行人由港鐵葵興站E出口只需步行約3分鐘便能到達九龍貿易中心的二樓大堂。中心共有2座大樓。第1座開幕初期，訪客必須在二樓禮賓處進行24小時登記手續。地下是大家樂和武吉士餐廳、2樓設太平洋咖啡、3樓設百樂門酒家。它擁有空中花園，並於2011年10月底開放予租戶。第1座樓面佔50萬方呎，已全數租出，呎租約22至27元。大廈3樓至7樓為停車場，提供300多個車位，方便駕車人士。
商廈總提供110萬平方呎樓面，第1座樓高35層，每層樓面約2.3萬至2.5萬平方呎，第2座樓高33層，每層面積約2.6萬平方呎。景觀方面，由於項目採雙子塔式設計，因此兩座物業單位景觀接近，主要望向葵涌區住宅及工廈樓景。
另一方面，該廈所處的地段並非位於九龍，而是位於新界西葵涌，可是該廈不但命名為「九龍貿易中心」，更以「九龍西商業新據點」自居。
KCC2期基座設25間舖位，於2014年8月開幕，近全數出租。商舖七成為餐飲業，其餘為個人護理、精品及生活雜貨。
在2019年的反修例運動期間，該處為「和你Lunch」和「和你Sing」集會的地點之一。

## 環保商廈
九龍貿易中心在設計時採用了多項環保設計元素，是全港首個榮獲美國綠建築協會頒發節能與環保設計（LEED）前期認證「金級」證書的高智能商廈，集先進科技及建築美學於一身。

## 商舖
九龍貿易中心設有三層商鋪，作零售及飲食用途，面積約6.5萬平方呎，於2014年開幕，項目名命為悅@KCC。

## 樓面租售
中國移動香港承租九龍貿易中心第1座19和20樓樓面作為辦事處， 而中國移動的全資子公司中國移動國際有限公司亦於九龍貿易中心29樓和30樓設立辦事處，其後日本著名家電製造商聲寶-樂聲（香港）有限公司承租26樓全層作為辦事處，而敦豪全球貨運物流（香港）有限公司（DHL）亦承租18、21、22及23樓作為全球貨運物流的北亞太區辦事處
。
香港金融管理局租用第25樓全層以及部分高層。三洋電子承租九龍貿易中心27樓及28樓全層，面積合共約4.7萬作為辦事處，而投資銀行富國銀行，亦承租15樓作數據中心之用。日本郵船承租35樓，附屬公司郵船物流則承租31、32和33樓。RS Components Ltd。而以此處前身作為車廠任務的九龍巴士（載通國際）及關連企業路訊通，將會使用第2座低層為總部，取代現時位於荔枝角寶輪街的九巴大樓，但至今仍未遷入。而中興通訊香港公司亦承租九龍貿易中心9樓作為其香港兩個辦公室之一。
第2座用戶方面，大型金融機構美銀美林，去年尾預租18至21樓，總樓面達10.4萬平方呎，作後勤部隊搬遷。該行的後勤部隊，原租用鰂魚涌太古坊德宏大廈等商廈，以及中環花旗銀行大廈。中國海運集團及旗下的中海集運購入30-33樓共4層樓面作總部，該公司原租用鰂魚涌太古坊港島東中心59樓及其他商廈。另外，公開大學亦購入8至12樓共五層樓面，每層面積約25,000平方呎，總面積約124,300平方呎樓面作自用。
2012年6月1日新鴻基地產推售葵涌九龍貿易中心第2座。土地註冊處資料顯示，該廈中層共8層18至26樓（不包括24樓），共20.807萬方呎，連40個車位，以13.52億元售出，每層售價由1.68億至1.74億元，平均呎價約6500元，新買家為美資地產代理世邦魏理仕（CBRE）旗下房地產投資基金CBRE，料作收租用途
2012年6月30日土地註冊處資料顯示，新地（00016）葵涌九龍貿易中心（KCC）30、31、32、33樓連車位，以7.843億元易手，每層樓面約26292方呎，呎價7457.6元，為該廈呎價新高。
2012年7月30日信義玻璃斥資3.786億元購入新地（0016）旗下的葵涌九龍貿易中心28樓和29樓連12個車位，以物業每層面積26,292方呎計算，呎價達7,200元
2012年8月7日廣東省政協委員王庭聰透過溢中有限公司斥資逾1.9億購入2座27樓全層連8個車位，面積約24,959方呎，呎價達7630元，
2012年8月，香港公開大學以7.57億元購入葵涌九龍貿易中心第2座8至12樓5層樓面，樓面面積達124,353平方呎，面積較舊校舍增加2.7倍。。
2012年9月12日，土地註冊處資料顯示，大邑國際洋行有限公司（H.Daya International Co. Limited），以1.678335億向新地（0016）購入九龍貿易中心（KCC）2座16樓，連7個車位，每層面積約2.5萬方呎，平均呎價6713元。
2013年1月28日，美銀美林以月租約292萬元，即平均呎租約25元，向世邦魏理仕（CBRE）旗下房地產投資基金CBRE租用九龍貿易中心第2座，涉及物業4層半樓面，為18至21樓，連同22樓半層樓面，每層面積約26,126平方呎，總樓面達11﹒7萬平方尺。
2013年5月24日，中國移動或旗下子公司，斥資約8.8億元，向新地（0016）購入現時租用的葵涌九龍貿易中心（KCC）第1座9、19、20及30樓共4層樓面，每層面積約2.6萬方呎，涉及約10萬方呎，平均呎價約8,500元，
2014年1月7日，美國鐘錶及時裝品牌Fossil（East）Ltd租用葵涌九龍貿易中心2座，涉及6.11萬平方呎，平均呎租約25至28元。。
2014年8月20日，新加坡基金ARA資產管理斥資約11.7億元向世邦魏理仕（CBRE）旗下房地產投資基金CBRE購入九龍貿易中心2座18至22樓合共5層商廈，每層面積約26,126平方呎，平均呎價約9,000元，該批樓面全部連同租約，由美銀美林承租作數據中心之用。
2015年4月24日，上海商業銀行，斥資約7.208億元，向世邦魏理仕（CBRE）旗下房地產投資基金CBRE購入葵涌九龍貿易中心（KCC）第2座23、25、26樓合共3層樓面以及15個車位，每層面積約2.6萬方呎，涉及約78,348平方呎，平均呎價約9200元。。
2015年，強制性公積金計劃管理局承租九龍貿易中心第1座8、27及28樓全層作為辦事處，積金局原租用環球貿易廣場15樓1501A及1508室和16樓、中環盈置大廈23樓以及葵芳新都會廣場1座36樓，其中1座27及28樓原本由三洋電子承租，於2015年因併入Panasonic（松下電器）和遷入尖沙咀東而空置。
2016年10月6日，香港警察儲蓄互助社以14.1億港元向新加坡基金ARA資產管理購入九龍貿易中心2座18至22樓合共5層商廈，每層面積約26,126平方呎，平均呎價約11000元，該批樓面全部連同租約，由美銀美林承租作數據中心之用。
2018年4月12日，中國恆天立信以3.24億元向購入宏安集團九龍貿易中心2座13樓全層連8個車位，以總建築面積約為24,959方呎，平均呎價約1.3萬元
2019年12月，美國銀行以月租約為343.4萬港元，涉及租用樓面約11.7萬方呎計算，平均呎租29.3元，向香港警察儲蓄互助社續租2座18至21樓全層及22樓1至9室，租客承租三年，租期由2019年12月1日至至2022年11月30日，三年涉及租金支出達1.236億元

## 用戶

### 第一座
- 8/F：東華學院
- 10/F：中電源動（01至03室、10至13室及15至18室）
- 12、19、20、21、22、27/F：中國移動香港
- 13/F：Daido Group Limited（01室）
- 15/F：富國銀行
- 16/F：RS Components Limited（05至08室）、香港警察儲蓄互助社（09至16室）
- 22、29、30、35/F：中國移動香港
- 23、25、32/F：香港金融管理局合共租用約4.17萬方呎
- 26/F：奧林巴斯香港中國有限公司
- 31-33/F：郵船物流（香港）有限公司

### 第二座
- 8-11/F：香港都會大學（葵興教學中心、香港都會大學李嘉誠專業進修學院）
- 12/F：香港都會大學（葵興教學中心、香港都會大學李嘉誠專業進修學院）（01至09室）、香港貨運航空（10至18室）
- 13/F：中國恆天立信
- 15/F：優纖醫學美容集團（01至03室、05至07室及18室）、中正天恆會計師、中瀚石林有限公司（10至17室）
- 16/F：東華學院（葵興校舍）
- 18-21/F：美國銀行
- 22/F：美國銀行（01至09室）、時代醫療集團有限公司（10至18室，已於2023年遷往鄰近的樂聲工業中心）
- 23、25-26/F：上海商業銀行
- 27/F：萬通保險（01及12至16室）、遠通海運設備服務（02至09室）
- 28-29/F：創科實業
- 30/F：醫務衛生局葵青地區康健中心
- 31/F：香港金融管理局，總樓面約2.6萬方呎，月租約76.2萬元，呎租約29元，租約為期4年、至2027年9月
- 32-33/F：中遠（香港）航運有限公司

## 另見
- 活＠KCC

## 外部連結
- 九龍貿易中心租務-新鴻基地產 （页面存档备份，存于）
- 九龍貿易中心為葵青區發展增添動力[永久]